# Alfredo Vignale
Alfredo Vignale, född 15 juni 1913 i Turin, död 16 november 1969 i Grugliasco, var en italiensk bildesigner.
Vignale började sin karriär som karossbyggare hos Stabilimenti Farina. 1948 startade han sitt eget Carrozzeria Vignale. Han anlitade ofta Giovanni Michelotti som designer.
Vignale byggde även kompletta bilar under eget namn i sin anläggning i Grugliasco. 1969 sålde han verksamheten till De Tomaso, som redan köpt upp Carrozzeria Ghia. Vignale avled senare samma år efter en trafikolycka.